# Á vảy nến
Á vảy nến (tiếng Anh: Parapsoriasis, ICD-10: L41) đề cập đến một trong những nhóm rối loạn da, biểu hiện tương tự.đặc điểm giống với bệnh vẩy nến (tổn thương màu đỏ, có vảy trên da), nhưng không liên quan đến bệnh vảy nến.
Khối u có thể phát triển từ á vảy nến. Ví dụ, á vảy nến có thể phát triển thành u lympho tế bào T ở da.
Từ "parapsoriasis" để gọi căn bệnh này xuất hiện từ năm 1902.

## Phân loại
Á vảy cúm (parapsoriasis) được mô tả và tranh luận trong gần một thế kỷ. Hậu quả là tạo ra một danh pháp khó hiểu. Có một số tác giả muốn giới hạn thuật ngữ "parapsoriasis" để chỉ á vảy nến thể mảng nhỏ (Small plaque parapsoriasis, L41.3) và á vảy nến thể mảng lớn (Large plaque parapsoriasis, L41.4). Tuy nhiên, sơ đồ phân loại sau đây được chấp nhận::450
- Á vảy nến thể mảng lớn (L41.4)
- Á vảy nến thể mảng nhỏ (L41.3)
- Vảy phấn dạng lichen
  - Vảy phấn dạng lichen mạn tính (L41.1)
  - Vảy phấn dạng lichen và đậu mùa cấp tính (L41.0)
- Bệnh sẩn dạng lympho (L41.2)